# Age of Empires II: The Age of Kings
Age of Empires II: The Age of Kings, ofta bara Age of Empires II, är ett realtidsstrategispel som är utvecklat av Ensemble Studios och utgivet av Microsoft. Det är det andra spelet i spelserien Age of Empires och släpptes 1999 för Microsoft Windows. Spelet utspelar sig under medeltiden och innehåller 13 spelbara civilisationer. Spelaren ska samla in resurser för att bygga byggnader, skapa arméer och besegra fientliga civilisationer. Det finns fem historiskt baserade kampanjer där spelaren med olika villkor för varje uppdrag eller scenario ska klara sig igenom. Spelet har också tre ytterligare spellägen inom enspelarläget samt stöd för flerspelarläge.
Trots att det är samma spelmotor och liknande programkod som det föregående spelet, Age of Empires, så tog utvecklingen av Age of Empires II ett år längre än väntat, vilket tvingade Ensemble Studios att släppa Age of Empires: The Rise of Rome 1998 istället.
Age of Empires II:s mottagande var mycket positivt. De nya funktionerna hyllades, liksom förbättringar i spelupplevelsen. Vissa recensenter var dock kritiska då de tyckte att spelet var alltför likt sin föregångare. Tre månader efter utgivningen hade två miljoner exemplar av Age of Empires II levererats ut och det toppade spelförsäljningslistorna i sju länder. Spelet har vunnit flera utmärkelser och anses idag vara en klassiker i sitt slag då det har haft en betydande inverkan på andra efterkommande spel inom samma genre.
En expansion under titeln The Conquerors släpptes 2000. Både Age of Empires II och dess expansion släpptes som en sammanbunden utgåva, The Gold Edition, under hösten 2001. Samma år kom en Playstation 2-version ut och i slutet av oktober släpptes även en version av spelet för Mac OS Classic. Age of Empires II har också fått en avknoppning till Nintendo DS vid titeln Age of Empires: The Age of Kings som släpptes 2006.
Den 9 april 2013 släpptes Age of Empires II: HD Edition som en nedladdningsbar version på Steam för Microsoft Windows. HD Edition innehåller både Age of Kings och expansionen The Conquerors, samt uppdaterad högupplöst grafik. Därefter har flera expansioner släppts med nya kampanjer och civilisationer för HD Edition.
Den 14 november 2019 släpptes en datorspelsremake vid titeln Age of Empires II: Definitive Edition.

## Spelupplägg
Age of Empires II: The Age of Kings är ett realtidsstrategispel som utspelar sig under medeltiden och handlar om att bygga byggnader, samla in resurser, skapa arméer av små spelfigurer (som kallas enheter) och slå ut sina motståndare. Spelaren kan välja en av tretton civilisationer att spela som, och får därigenom utveckla den civilisationen genom fyra tidsåldrar: Dark Age (Den mörka tiden), Feudal Age (Feodalism), Castle Age (Högmedeltiden) och Imperial Age (Renässansen). Utveckling av en ny tidsålder ger tillgång till nya enheter, byggnadsstrukturer och teknik, men för att utföra en sådan utveckling måste spelaren först bygga några specifika byggnader från den pågående tidsåldern samt betala en summa av resurser (oftast mat och guld).
Civila enheter kallas villagers (svenska: bybor) och används för att samla in resurser och bygga byggnader. En sådan enhet kan antingen vara en man eller kvinna, men kön har ingen påverkan. Resurser kan användas för att skapa andra enheter, bygga byggnader och utveckla teknik, exempelvis för att öka attackskadan hos infanterienheter. I spelet finns fyra typer av resurser: mat, trä, guld och sten. Mat erhålls genom jakt på djur, insamling av bär, slaktning av boskap, jordbruk på gårdar, kustfiske och fiske från båt. Trä samlas in genom att hugga ner träd. Guld erhålls genom guldbrytning, handel med andra spelare eller insamling av reliker i ett kloster. Sten samlas in från stenbrytning. Bybor behöver depåbyggnader som kan vara Town Center (stadscentrum), Mining Camp (gruva), Mill (kvarn) eller Lumber Camp (sågverk) för att kunna lagra sina insamlade resurser.
Varje civilisation kan köpa eller utveckla viss ny teknik för att snabbare samla in resurser. Spelaren kan också konstruera en marknad för att kunna sälja trä, sten och mat mot guld, och sedan använda guld för att köpa andra resurser. Beroende på vilken resurs som säljs eller köps blir marknadspriset inflatoriskt eller deflatoriskt efter varje transaktion. Marknader och hamnar kan också införskaffa guld genom att Trade Carts (handelsvagnar) och Trade Cogs (handelsbåtar) besöker andra civilisationers marknader och hamnar. När de återvänder till spelarens marknad eller hamn adderas en summa guld till spelarens resurslager, där mängden guld är beroende på avståndet mellan marknaderna (ju längre avstånd ju mer guld). Det är möjligt att skicka handelsvagnar och handelsbåtar till fienders marknader eller hamnar, men dessa riskerar då att bli attackerade och förstörda av fiendens enheter. Spelaren behöver inte hålla igång denna handel manuellt, utan det räcker med att spelaren endast ger ett kommando till handelsvagnen eller handelsbåten om vilken marknad eller hamn denne ska besöka, och efter det fortsätter handeln automatiskt tills spelaren väljer att avbryta denna procedur.
Spelet har fem kampanjer som innehåller historiskt baserade scenarier, såsom Djingis khans invasion av Eurasien, Barbarossas korståg och Saladins försvar av det heliga landet. I kampanjerna om Jeanne d’Arc och William Wallace kan spelaren styra dessa figurer som en speciell enhet.
Flera spellägen finns tillgängliga i spelet. I ett läge som kallas random map (slumpmässig karta) genereras en karta från en av flera tillgängliga kartor. Spelaren börjar då i Dark Age med ett stadscentrum, tre bybor (kan variera lite beroende på civilisation) och en Scout (spanare). Spelläget kan vinnas genom att slå ut alla fiender, genom att bygga ett Wonder (underverk) som inte får gå sönder under en bestämd tid, eller genom att samla in alla reliker som finns på kartan och behålla dem under en viss tid. I dödsmatchläget får spelarna börja med ett stort lager av resurser och fokuset ligger mycket på militär dominans. I regicide mode (kungamordläget) får varje spelare en kung bland sina enheter, där spelaren vinner genom att döda alla de andra kungarna.

### Enheter och civilisationer
Varje spelare har en gräns på hur många enheter som kan innehas. Som standard ligger enhetsgränsen på maximalt 75, men för att komma upp dit måste hus, stadscentrum eller slott byggas. Via spelets inställningar kan enhetsgränsen minskas eller höjas upp till 200. Spelet har infört två nya viktiga funktioner för spelaren: med hjälp av en knapp kan spelaren se vilka bybor som är sysslolösa och därmed ge dem uppgifter för att tillföra nytta, och en annan knapp som ringer på en klocka, vilket ger kommandot till alla bybor att gå in i närmaste stadscentrum, slott eller vakttorn för att skydda sig mot eventuella hot. Enheter som är inne i någon av dessa tre byggnader hjälper då också till med att skjuta pilar mot alla fiender som befinner sig i närheten. 
Age of Empires II: The Age of Kings har fem typer av militära enheter: infanteri, bågskyttar, kavalleri, belägringsvapen och marina enheter. Vissa typer av infanteri, bågskyttar och kavalleri är särskilt effektiva mot andra typer av enheter, och kan därför uppfattas som om de följer en "sten, sax, påse"-modell. Till exempel är infanteri effektiva mot byggnader men svaga mot kavalleri, dock finns det undantag, såsom infanterienheterna Spearman och Pikeman vilka båda har bonusattacker mot kavalleri.
Varje civilisation har en eller två unika enheter som är exklusiva för just den civilisationen. Till exempel har britter tillgång till Longbowman som är bågskyttar med utökad räckvidd. Dessa unika enheter är allmänt kraftfullare, men har ändå någon sorts svaghet och följer därmed också "sten, sax, påse"-modellen. Munkar är speciella enheter som har förmågan att omvandla fienders enheter till spelarens ägo och kan även läka skadade enheter. Munkar kan också användas för att samla in reliker vilket genererar guld då dem är placerade i kloster. Ju fler reliker som finns i ett kloster, ju snabbare genereras guld in till resurslagret. Att samla in alla reliker på en karta är en metod för att vinna spelläget slumpmässig karta om standardinställningar är aktiverade. När spelaren har alla reliker i sina kloster kommer en nedräkning att visas för alla spelare. Spelaren vinner om ingen motståndare förstör ett kloster som innehåller en relik innan nedräkningens slut.
Spelaren kan välja att spela som en av tretton civilisationer, vilka är uppdelade i fyra arkitektoniska byggnadsstilar: västeuropeiska, östeuropeiska, mellanöstiska och östasiatiska. Spelets byggnader får sitt speciella utseende utifrån någon av dessa stilar. Civilisationerna har olika styrkor och svagheter med avseende på ekonomi (resurshantering), teknik och strid. Dessutom har varje civilisation tillgång till en eller två mycket kraftfulla unika enheter. I lagspel får även varje civilisation en individuell lagbonus. En annan unik variation som varje civilisation har är att varje enhet talar ett språk när de väljs eller instrueras att utföra en uppgift. Språket är alltid på den tillhörande civilisationen.
Lista på de 13 civilisationerna:
- Britter
- Bysantiner
- Kelter
- Kineser
- Franker
- Goter
- Japaner
- Mongoler
- Perser
- Saracener
- Teutoner
- Turkar
- Vikingar

### Byggnader
Spelets byggnader är uppdelade i ekonomiska och militäriska kategorier. Byggnader kan utveckla ny teknik och utföra uppgraderingar som ökar resursinsamlingen eller förbättrar de olika enheterna.
Den viktigaste ekonomiska byggnaden är stadscentrumet där bybor skapas och där alla typer av resurser kan deponeras. Byggnaden har även vissa teknikutvecklingar som kan utföras samt att det är den byggnaden som spelaren använder för att utveckla sig till nästa tidsålder. Stadscentrumet kan också avfyra pilar på fiender som befinner sig inom räckhåll, men det förutsätter att bybor eller bågskyttar är i byggnaden. Andra ekonomiska byggnader som finns är depåbyggnader där resurser lämnas in av bybor. Gårdar är också ekonomiska byggnader som kan tillgodose mat, och hamnar är delvis ekonomiska då fiskebåtar lämnar in mat på dessa, men hamnar kan även skapa krigsfartyg. Den minsta men ändå vanligt förekommande byggnaden inom kategorin är vanliga hus som används för att öka enhetsgränsen.
Inom de militära byggnaderna skapas många av de militära enheterna. Till dessa byggnader ingår Barracks (kasern), Archery Range (bågskyttebana), Stable (stall) och Castle (slott), men även försvarsanläggningar som murar och vakttorn. Militära byggnader kan också utveckla ny teknik för att uppgradera de militära enheterna, vilket kan ge dem ökad styrka och försvar. Slott är en väldigt effektiv militärisk byggnad som kan skapa blidor, unika enheter och skjuta hagel av pilar mot fientliga enheter som befinner sig inom räckhåll. Ett slott som har enheter inomhus skjuter också fler pilar. Slott kan bara byggas om spelaren har nått Castle Age, men med en viss spelinställning kan spelare få ett redan färdigbyggt slott i så tidigt skede som Dark Age.
Under tidsåldern Imperial Age kan spelaren även bygga ett Wonder (Underverk) som är en dyr icke-militärisk byggnad. På de flesta spellägena startas en nedräkning när ett underverk är färdigbyggt. Om underverket inte förstörs under nedräkningen vinner spelaren som byggde det. Varje civilisations underverk har ett utseende från en verklig och historisk byggnad som tillhör civilisationen.

### Enspelarlägets kampanjer
Spelets enspelarläge har fem kampanjer som varje har flera spelbara scenarier. Scenarierna går i en ordning under en berättelse. Varje kampanj kretsar kring en specifik civilisation och dess historia. Den första kampanjen är William Wallace och fungerar som en introduktionskampanj där spelaren lär sig hur man skapar och flyttar på enheter, samlar in resurser, bygga byggnader och besegra fiender. Kampanjerna är sorterade numeriskt för att skilja på svårighetsnivån. William Wallace är den enklaste kampanjen och Barbarossa är den svåraste.
Lista på samtliga scenarier under respektive kampanj:
- William Wallace: under skotska frihetskrigen. Detta är egentligen en träningskampanj.
  1. Marching and Fighting
  2. Feeding the Army
  3. Training the Troops
  4. Research and Technology
  5. The Battle of Stirling
  6. Forge an Alliance
  7. The Battle of Falkirk
- Joan of Arc: leder fransosernas kamp mot engelsmännen under hundraårskriget.
  1. An Unlikely Messiah
  2. The Maid of Orleans
  3. The Cleansing of the Loire
  4. The Rising
  5. The Siege of Paris
  6. A Perfect Martyr
- Saladin: och hans ansträngningar att slå tillbaka korsfarare i Mellanöstern.
  1. An Arabian Knight
  2. Lord of Arabia
  3. The Horns of Hattin
  4. The Siege of Jerusalem
  5. Jihad!
  6. The Lion and the Demon
- Genghis Khan: och hans enande av mongoliska befolkningen samt erövring i Eurasien.
  1. Crucible
  2. A Life of Revenge
  3. Into China
  4. The Horde Rides West
  5. The Promise
  6. Pax Mongolia
- Barbarossa: som kejsare av det tysk-romerska riket och hans försök att behålla kontrollen över sitt vidsträckta territorium.
  1. Holy Roman Emperor
  2. Henry the Lion
  3. Pope and Antipope
  4. The Lombard League
  5. Barbarossa's March
  6. The Emperor Sleeping

### Flerspelarläge
Age of Empires II: The Age of Kings har ett flerspelarläge, vilket möjliggör för spelare att spela mot eller med varandra över Internet eller ett lokalt datornät (LAN). Upp till åtta spelare kan delta i ett spel, där de olika spellägena finns tillgängliga. MSN Gaming Zone stödde flerspelarläget till att tjänsten avslutades den 19 juni 2006. Därefter fanns det flera andra flerspelartjänster som stödde spelet, till exempel Gameranger. När Age of Empires II: HD Edition släpptes i april 2013 började Steam att stödja flerspelarläget för HD Edition.

### Praktiska förbättringar gentemot föregångaren
- Bybor börjar arbeta med det arbete som tillkommer byggnaden som de har byggt.
- Möjligheten att sammankalla bybor i stadscentrumet vid fientlig attack.
- Sätta in enheter i militära byggnader samt stadscentrumet.
- Att ge bybor fler gårdar i beredskap efter färdigskörd.
- Militära enheter får kommandon i form av patrullering, förföljning, stå vakt och så vidare.
- Militära enheter kan formeras i fyra olika formationer.
- Enhetsgränsens maximum är nu på 200 enheter.

## Utveckling
Innan Age of Empires var färdigt, hade Ensemble Studios redan tecknat ett kontrakt med Microsoft om att göra en uppföljare. Designlaget valde att Age of Empires II skulle utspela sig i medeltiden som en logisk fortsättning från antiken i Age of Empires. Designlaget hade ett medvetet försök med att fånga det första spelets breda dragningskraft utan att göra uppföljaren alltför lik, och därmed vädja den stora demografin som spelade Age of Empires. Age of Empires II:s designlag hade för avsikt att slutföra spelet inom ett år genom att använda samma kod från föregångaren och återanvända spelmotorn Genie Engine. Men efter flera månader in i processen fann de att de inte skulle hinna slutföra spelet på ett kvalitetssäkert sätt. Ensemble Studios informerade Microsoft om att de skulle behöva ytterligare ett år och skapade istället Age of Empires: The Rise of Rome som ett lättutvecklat expansionspaket för Age of Empires, vilket blev en kompromiss som kunde släppas till julen 1998. För att klara nästa års tidsgräns anställdes ytterligare programmerare, grafiker och designer. För att lösa ett väsentligt problem från det föregående spelet, enheternas sätt att hitta vägar, gjorde laget om hela spelmotorns rörelsesystem.
Det föregående spelet, Age of Empires, blev kritiserat för sin artificiella intelligens (AI), som inte använde något fusk för att skaffa sig extra resurser eller använda annan teknik som den mänskliga spelaren inte kunde, vilket gjorde det lättare att vinna än i många andra realtidsstrategispel. För Age of Empires II försökte Ensemble Studios utveckla ett mer kraftfullt AI-system som fortfarande inte gick på något fusk. I spelets Map Editor (ett redigeringsprogram för att skapa egna scenarion) infördes ett händelse-system som skulle kunna utlösa en viss önskad aktivitet, till exempel att meddelanden visas eller en händelse påbörjas, beroende på förinställda kriterier. Map Editor förbättrades också tack vare det nya AI-systemet. AI- och händelse-systemen är regelbundet interagerande i enspelarlägets kampanjer.
Laget lyckades inte lösa alla problem. Programmeraren Matt Pritchard klagade efter Age of Empires utgivning att det fortfarande inte fanns någon process för hur programfixar kunde utfärdas. Omfattande fusk i flerspelarläget av Age of Empires kom som ett resultat av flera programfel i spelet, vilket fick Microsoft att lova Ensemble Studios att det skulle komma en process för programfixar i Age of Empires II. Vid Age of Empires II:s utgivning fanns det flera programfel som behövde omedelbart åtgärdas, men någon process för programfixar var ännu inte klar. Den första programfixen släpptes elva månader senare.
Ensemble Studios utvecklade också ett nytt terrängsystem för Age of Empires II: The Age of Kings med 3D-presentationsmöjligheter som var mycket bättre än det i Age of Empires. Pritchard märkte en förbättring av lagets konstnärliga förmågor efter deras arbete med de två senaste spelen, och sa "[Age of Kings] blev en uppvisning för deras förbättrade talang". Han klagade emellertid över avsaknaden av ett verktyg för hantering av spelets konstnärliga delar, något som exempelvis programmerare hade för sina koder.

### Musik
Spelets soundtrack komponerades av Stephen Rippy, som sedan dess har tagit den rollen för alla spel i Age of Empires-serien. Spelets musik är indelade i två kategorier. För musiken under ett pågående spel tog Rippys lag musikaliska element från en mängd olika kulturer och kombinerade dem för att skapa ett blandat ljud. Sedan finns det ett mycket kort musikstycke eller fanfar för respektive civilisation i spelet.

## Utgivning
En demoversion av Age of Empires II: The Age of Kings släpptes den 16 oktober 1999. Demoversionen innehåller träningskampanjen William Wallace, ett urval av spelläget slumpmässig karta och möjligheten att spela via MSN Gaming Zone. Till Ensemble Studios besvikelse läckte flera ofullständiga versioner av spelet ut. Dessa hade fångats upp av warez-kanaler och såldes olagligt i Stillahavsregionen, där warezversioner av spelet såldes till och med utanför Microsofts kontor i Sydkorea.

## Mottagande
| Mottagande               | Mottagande    |
| Samlingsbetyg            | Samlingsbetyg |
| Tjänst                   | Betyg         |
| ------------------------ | ------------- |
| Metacritic               | 92/100        |
| Recensionsbetyg          |               |
| Publikation              | Betyg         |
| Allgame                  | [ 52 ]        |
| Computer and Video Games | 9,0/10        |
| Edge                     | 8/10          |
| Eurogamer                | 9/10          |
| Gamepro                  | [ 20 ]        |
| Game Revolution          | A−            |
| Gamespot                 | 9,1/10        |
| Gamespy                  | 89/100        |
| IGN                      | 8,8/10        |
| PC Zone                  | 9,0/10        |

När Age of Empires II: The Age of Kings släpptes fick det en "universell hyllning" enligt samlingsbetygswebbsidan Metacritic.
Enligt Geoff Richards, på Eurogamer, är "listan över nya funktioner och förbättringar jämfört med det [föregående] spelet över en sida lång". Gamepros recension tog också upp de "nya tilläggen till själva genren", till exempel knappen som visar alla sysslolösa bybor och ringklockan som samlar alla bybor till närmaste specifik byggnad, vilket gör spelet enastående. Carlos Salgado på Gamespy uppskattade andra funktioner, såsom möjligheten att skapa individuella profiler för olika spelare och att anpassa tangenter och kortkommandon. Samtidigt uppskattade IGN de nya förmågor som bybo-enheter har fått, som "nu spelar en viktig roll inte bara i insamling av resurser, utan också i stadens försvar och till och med i strider."
Michael L. House från Allgame njöt av enheternas små tal som är på den aktuella civilisationens modersmål, vilket han sa var "mycket inflytelserikt i att framkalla en höjande stämning". Eurogamer tyckte att den funktionen "ger [bybor] en personlighet, snarare än [ett okej-svar som i andra] RTS-spel", och angav vidare att de kvinnliga byborna ger en bra variation. Game Revolutions recension förklarade att spelet gav en nyare syn på mänsklighetens historia genom att "lägga till en karaktär till en annars opersonlig spelstil". Computer and Video Games gillade spelets kortare och mer fokuserade kampanjer jämfört med det föregående spelet, där Game Revolution noterade att även i långsammare delar av kampanjen hjälpte den historiska berättelsen till att upprätthålla spelarintresset. Gamespot sa att med skärmen full av enheter "kan du börja föreställa dig hur deras historiska ekvivalenter en gång blomstrade", medan Gamespy sa att Age of Empires II presenterar "realism som sällan ses i RTS-genren". IGN:s skribenter tyckte att varje civilisations olika för- och nackdelar gjorde spelet mer realistiskt, men att alla enheter är ändå nästan desamma gör att spelet inte får samma krigseffekt som i Starcraft eller Tiberian Sun.
House berömde också spelgränssnittet och sa "kunde inte vara enklare", och tyckte likaså om enheternas sätt att gruppera och att hitta vägar. Nash Werner från Gamepro sa att grupperingsformationerna är underbara och klagade bara på att marina enheter inte hade något sådant. Computer and Video Games höll med om att kontrollen eller styrningen "är väldigt användarvänlig och väl klargjord". Greg Kasavin på Gamespot skrev att trots spelets förbättrade grafik, "finns det inget främmande med dess utseende" och att de flesta spelfunktionerna kommer att vara "direkt igenkännliga om du har spelat ett realtidsstrategispel förut". PC Zone tyckte också så, men i bemärkelsen att spelet "i huvudsak är en uppdatering av ett två år gammalt spel".
Richards blev överraskad över kvaliteten på spelets grafik, med tanke på att den var av bitmap. Allgame klagade dock över att enheter ibland var svåra att skilja åt, något som många recensenter enades om. IGN tyckte att de orörliga filmscenerna var till viss del intetsägande, men att grafiken överlag har "en fantastisk mängd detaljer för själva spelet". IGN:s främsta kritik riktades mot berättaren i kampanjerna, och frågade "varför kan de inte bara hitta en fransman för att göra en fransk brytning?" Alex Constantides, på Computer and Video Games, betygsatte grafiken högt och sa att vissa byggnader i spelet är "så storslagna att du till och med kommer att känna dig skyldig för att bränna ner dem till grunden". Werner höll med och skrev "de mest märkbara grafiska förbättringarna [är] den stora storleken och omfattningen av saker". Game Revolution uttryckte att "AOE2 är det bäst snyggaste av de 2D-RTS-spelen som finns just nu".
Age of Empires II: The Age of Kings vann Gamespots Årets strategispel 1999, och var nominerat som Årets spel. Gamepower utsåg det också till Årets strategispel, medan PC Gamer och Computer Gaming World gav det utmärkelsen Redaktörens val. PC Gamer US utsåg spelet till sitt Bästa realtidsstrategispel 1999, och skrev att det "tar allt vi vet om realtidsstrategigenren och polerar den, och polerar den och sedan polerar den lite mer." Spelet fick Årets strategispel- och Årets datorspel-utmärkelser hos Academy of Interactive Arts & Sciences 2000. Av dem blev spelet även nominerat för Årets spel, Enastående prestation inom animering, Enastående prestation inom speldesign och Enastående prestation inom speluppläggsteknik. IGN rankade spelet till det 53:e bästa spelet genom tiderna under 2005, och det 10:e bästa pc-spelet genom tiderna under 2007. Gamefaqs-användare röstade fram Age of Empires II som det 56:e bästa spelet någonsin.
Age of Empires II: The Age of Kings hade ett mycket stort inflytande på sin genre. Star Wars: Galactic Battlegrounds är ett spel från 2001 av Lucasarts, och som använder Age of Empires II:s spelmotor och är därför starkt påverkat av dess mekanik. Empire Earth är ett annat spel som liknar Age of Empires II, där Gamespot sa att det "lånar det mesta av spelets styrningskontroller, gränssnittsfunktioner och till och med några av dess kortkommandon". Rick Goodman som designade Age of Empires och dess expansion The Rise of Rome, har även designat Empire Earth. Scott Osborne på Gamespot hävdade att spelupplägget i Cossacks: European Wars är starkt baserat på Age of Empires II.

### Försäljning
I januari 2000, tre månader efter spelets utgivning, hade Microsoft levererat ut två miljoner exemplar av Age of Empires II: The Age of Kings. Spelet toppade försäljningslistorna i USA, Japan, Storbritannien, Tyskland, Frankrike, Australien och Sydkorea. Under de kommande två och ett halvt åren fortsatte det att vara på topp 20 i försäljningslistorna. Spelet var det mest sålda spelet efter dess utgivning (under oktober 1999), och det fjärde mest sålda spelet under hela 1999. I slutet av 1999 sålde spelet 469 376 exemplar i bara USA, vilket gav intäkter på 20,2 miljoner dollar, som i sin tur blev det näst högsta inhemska inkomstbringande spelet efter Simcity 3000 det året. Försäljningen i USA fick ytterligare en ökning på 442 318 exemplar (19,56 miljoner dollar) mellan januari och oktober 2000 enligt PC Data. Age of Empires II avslutade året som det sjunde största datorspelet i USA, med 595 016 exemplar i försäljning och 26,2 miljoner dollar i intäkter. Spelet fortsatte med framgångarna i landet under 2001 med en försäljning på 478 557 exemplar (19,4 miljoner dollar) och tog en tionde placering det året.
På den tyska marknaden debuterade Age of Empires II som första plats på Media Controls försäljningsrankning under oktober 1999 och fortsatte med det i 17 veckor. Spelet fick en "Platinum"-utmärkelse av Verband der Unterhaltungssoftware Deutschland (VUD) inom en månad efter dess utgivning för att ha sålt 200 000 exemplar i Tyskland, Schweiz och Österrike. I slutet av februari 2000 upphöjdes spelet till en "Dubbel-Platinum"-status för 400 000 sålda exemplar, och blev därmed den tyska marknadens "mest framgångsrika PC-spel de senaste 12 månaderna" enligt VUD. Spelet fick senare en annan "Platinum"-försäljningsutmärkelse av Entertainment and Leisure Software Publishers Association (ELSPA) för att ha sålt minst 300 000 exemplar i Storbritannien.
Mellan 2019 (då spelets remake Age of Empires II: Definitive Edition släpptes) och 2020 (då flera globala nedstängningar inträffade på grund av coronapandemin) fick Age of Empires II en ny popularitet.

## Versioner, expansioner och uppföljare
År 2001 släppte Konami en Playstation 2-version av Age of Empires II, och samma år i slutet av oktober släppte Macsoft en version av spelet för Mac OS Classic. Under 2006 släpptes en avknoppning till Nintendo DS vid titeln Age of Empires: The Age of Kings.
Age of Empires II:s första expansion, The Conquerors, gavs ut 2000. Den innehåller flera nya spelfunktioner, såsom ny unik teknik för varje civilisation och fem nya civilisationer. Två av dessa är azteker och mayafolket som representerar den nya världen och har en ny arkitektonisk byggnadsstil. De andra nya civilisationerna är hunner, koreaner och spanjorer. Totalt finns det fyra nya kampanjer i denna expansion, där tre av dessa har liknande koncept som de i huvudspelet. Den fjärde kampanjen, Battles of the Conquerors, innehåller flera orelaterade strider eller scenarier, till exempel Hastings och Agincourt. Både huvudspelet och dess expansion släpptes som en sammanbunden utgåva, The Gold Edition, under hösten 2001.
År 2005 släpptes en mobilversion av Age of Empires II för Java-telefoner (J2ME). Mobilversionen heter Age of Empires II Mobile och utvecklades av In-Fusio. Den innehåller ett mycket förenklat spelupplägg och grafik, som var designad för den tidens telefoner.
Age of Empires II:s framgång var en anledning till att spelserien fortsatte med ett tredje stort spel, Age of Empires III, som släpptes 2005. Spelet skildrar den europeiska koloniseringen av Amerika. Spelets design är mycket lik sin föregångare, med undantag för en viktig funktion: Hemstad.
Under 2012 släpptes ett gratis flerspelarspel inom serien med titeln Age of Empires Online. Spelet var gratis att spela, men använde sig av en modell där spelarna kunde förtjäna (genom att spela) eller betala för att få tillgång till mer innehåll, till exempel bättre utrustning eller nya spellägen. Spelets fortlöpande utveckling avslutades den 1 januari 2014 då den verkställande producenten Kevin Perry uppgav att det "inte längre var kostnadseffektivt" att lägga till nytt innehåll och meddelade att spelet skulle gå från "utvecklingsfas" till "supportfas". Därefter stängdes spelservrarna ner den 1 juli 2014.

### HD Edition
Under 2012 började Hidden Path Entertainment att arbeta med en högupplöst version av Age of Empires II, vilket leddes av Matt Pritchard som är en ursprunglig programmerare på Ensemble Studios. Den 7 mars 2013 tillkännagavs dess titel: Age of Empires II: HD Edition. Detta spel eller version har förbättrad grafik, bredbild-stöd och nya flerspelaralternativ via Steam. Den släpptes den 9 april 2013 och fanns som förbeställning den 5 april. HD Edition fick blandade omdömen, där samlingsbetygswebbsidan Metacritic gav det 68 av 100 poäng utifrån 20 recensioner. Kritiker var överens om att HD Edition hade förändrats väldigt lite ifrån det ursprungliga spelet, dock hyllades Steam Workshop-integrationen.

#### The Forgotten
Tre officiella expansionspaket har släppts för HD Edition. Det första, The Forgotten, släpptes i augusti 2013 och är baserat på den icke-officiella expansionen eller modifikationen The Forgotten Empires som gjordes av beundrare. The Forgotten innehåller fem nya civilisationer: inkafolket, indier, italienare, ungrare och slaver. Expansionspaketets nya kampanjer är Alaric, Bari, Dracula, El Dorado, Sforza, Prithviraj och Battles of the Forgotten. Den sistnämnda kampanjen innehåller scenarier som är oberoende av varandra. Vidare har expansionspaketet nya kartor, enheter, spellägen, ökad enhetsgräns från 200 till 500 som maximum samt flera andra speljusteringar. The Forgotten utvecklades av de som skapade modifikationen tillsammans med Skybox Labs.

#### The African Kingdoms
Det andra expansionspaketet för HD Edition släpptes den 5 november 2015 och heter The African Kingdoms. Det introducerar fyra nya civilisationer: berber, etiopier, malier och portugiser. Expansionspaketets nya kampanjer är Francisco de Almeida, Sundjata, Tariq ibn-Ziyad och Yodit. Det har också infört nya kartor, enheter, spellägen och flera andra speljusteringar.

#### Rise of the Rajas
Ett tredje expansionspaket under titeln Rise of the Rajas släpptes den 19 december 2016. Det utspelar sig i Sydostasien och innehåller de fyra nya civilisationerna burmeser, khmerer, malajer och vietnameser. Civilisationerna har en varsin kampanj: Bayinnaung, Suryavarman I, Gajah Mada och Le Loi. Expansionspaketet har också infört en ny typ av kartor med annorlunda miljöer, nya enheter och förbättrad artificiell intelligens.

### Definitive Edition
Den 21 augusti 2017 meddelade Microsoft på Gamescom att en datorspelsremake med titeln Age of Empires II: Definitive Edition var under utveckling av Forgotten Empires, Tantalus Media och Wicked Witch Software. Den 9 juni 2019 visade Microsoft en speltrailer på Xbox E3. Definitive Edition innehåller allt från de tidigare utgåvorna och expansionerna, samt den nya expansionen The Last Khans med fyra nya civilisationer (bulgarer, kumaner, litauer och tatarer) och fyra nya kampanjer (Ivaylo, Kotyan Khan, Tamerlane och Pachacuti). Spelet har också 4K-grafik. Det släpptes på Xbox Game Pass för PC, Steam och Microsoft Store den 14 november 2019.

#### Lords of the West
Den 15 december 2020 tillkännagav Microsoft en expansion för Definitive Edition vid titeln Lords of the West som släpptes den 26 januari 2021. Expansionen innehåller två nya civilisationer (burgunder och sicilianare) samt tre nya kampanjer (Edward Longshanks, Grand Dukes och The Hautevilles). I varje kampanj får spelaren spela som en av de nya civilisationerna, förutom en kampanj som innehåller den redan befintliga brittiska civilisationen.

#### Dawn of the Dukes
Den 10 april 2021 tillkännagav Microsoft en andra expansion för Definitive Edition vid titeln Dawn of the Dukes som släpptes den 10 augusti 2021. Expansionen utspelar sig i östra Europa och innehåller två nya civilisationer (polacker och bömare) samt tre nya kampanjer (Jadwiga, Jan Žižka och Algirdas and Kestutis). Kampanjerna är baserade på de nya civilisationerna och den litauiska civilisationen som redan finns med från början av Definitive Edition.